# Pseudopoecilia
Pseudopoecilia es un género de peces actinopeterigios de agua dulce, distribuidos por ríos de la vertiente pacífica de América del Sur, en Colombia, Ecuador y Perú.

## Especies
Existen tres especies reconocidas en este género:
- Pseudopoecilia austrocolumbiana Radda, 1987
- Pseudopoecilia festae (Boulenger, 1898)
- Pseudopoecilia fria (Eigenmann y Henn, 1914)